# Blanca de Vilamajor
Blanca de Vilamajor es un cultivar de higuera de tipo higo común Ficus carica, bífera es decir con dos cosechas por temporada, las brevas de primavera-verano, y los higos de otoño, de higos de epidermis con color de fondo que va desde un verde blanquecino hasta un amarillo limón en maduración, con sobre color ausente, con lenticelas escasas de tamaño medio y color blanquecino. Es oriunda de San Antonio de Vilamajor en el Vallés Oriental la zona meridional del Montseny.

## Sinonimia
- „Blanca de Sant Antoni de Vilamajor“,[4][5][6]
- „Blanca de San Antonio de Vilamajor“

## Historia
Esta variedad procede de esqueje tomado de una higuera envejecida y descuidada ubicada en la parte meridional del macizo del Montseny. Galgoni tomó esquejes de la higuera y logró reproducirla en la colección de su higueral.
Su hábitat original de procedencia pertenece a San Antonio de Vilamajor en la comarca del Vallés Oriental (Barcelona), y se halla localizado en la vertiente meridional del Montseny.

## Características
La higuera 'Blanca de Vilamajor' es una variedad bífera de tipo higo común. Árbol de tamaño mediano. Las hojas son gruesas y de color verde oscuro. La mayoría tiene tres lóbulos. Pero en menor medida también encontraremos hojas con un solo lóbulo.'Blanca de Vilamajor' es de un rendimiento muy escaso de brevas, medio alto de producción de higos de otoño.
Las brevas 'Blanca de Vilamajor' son frutos cónicos con forma de peonza, que no presentan frutos aparejados, de un tamaño grande con un peso entre 50 y 90 g, de epidermis de color de fondo amarillo claro con sobre color ausente, con lenticelas escasas de tamaño medio y color blanco amarillo, cuello grueso corto, pedúnculo grueso corto de color verde con escamas pedunculares intermedias de color verde claro. Son de consistencia fuerte y piel mediana, costillas marcadas, el mesocarpio, también llamado "albedo", grueso y de color blanco, con color de la pulpa ámbar es melosa, muy dulce y según el año dependiendo de las temperaturas, toman un color rojo vinoso, fenómeno que encontraremos con otras variedades, cavidad interna muy pequeña o ausente, aquenios de tamaño pequeño y numerosos en cantidad. De una calidad buena en su valoración organoléptica, son de un inicio de maduración sobre mediados de julio y de rendimiento bajo.
Los higos 'Blanca de Vilamajor' son higos apeonzados ligeramente más redondeados que las brevas, que presentan frutos anormales, de un tamaño mediano, de epidermis de color de fondo que va desde un verde blanquecino hasta un amarillo limón en maduración, con sobre color ausente, con lenticelas escasas de tamaño medio y color blanquecino, tienen cuello corto y grueso, pedúnculo muy corto del mismo color verde, escamas pedunculares verdes del mismo tono que la piel del higo. ostiolo de tipo medio con escamas ostiolares adheridas de color amarillo mate. Son de consistencia fuerte, piel no es muy fina, con costillas marcadas, con cavidad interna  pequeña, carne-receptáculo o mesocarpio grueso y de color blanco, con color de la pulpa rojo,aquenios de tamaño pequeño y abundantes. De una calidad de sabor muy buena en su valoración organoléptica, tiene un sabor dulce y delicado. Son de un inicio de maduración sobre inicios de agosto hasta finales de septiembre y de rendimiento medio alto.
Estos higos tienen buenas probabilidades de secarse y de dar un higo paso de calidad. Grano muy fino que pasa desapercibido en el paladar. Higo muy bueno para hacer mermelada. Por su sabor y color, la parte interior tiene cierta semejanza con el 'Dottato' italiano, aunque los higos del 'Dottato' son redondeados y más grandes. También tiene similitudes con la "gota de miel".